# Гусев, Николай Викторович
Николай Викторович Гусев (1862 — 1914) — русский военный деятель, полковник. Герой Первой мировой войны, погиб в бою.

## Биография
В 1879 году после окончания Псковской мужской гимназии вступил в службу. В 1882 году после окончания Варшавского пехотного юнкерского училища произведён в прапорщики и выпущен в Волжский 109-й пехотный полк. 
В 1884 году произведён в подпоручики, в 1888 году в поручики, в 1892 году в штабс-капитаны, в 1894 году в капитаны — командир роты. В 1905 году произведён в подполковники — командир батальона Ахалцыхского 162-го пехотного полка. В 1910 году произведён в полковники.
С 1914 года участник Первой мировой войны — командир 306-го Мокшанского пехотного полка. 28 ноября 1914 года погиб в бою у д. Бартолды (близ Прасныша), Высочайшим приказом от 9 декабря 1914 года исключён из списков убитым в бою с неприятелем. 

Высочайшим приказом от 18 сентября 1915 года за храбрость посмертно награждён орденом Святого Георгия 4-й степени:
Командиру 306-го пехотного Мокшанского полка, убитому в бою с неприятелем, Николаю Гусеву за то, что  в боях под гор. Праснышем с 27-го по 29-е ноября 1914 года, командуя отрядом, в составе вверенного ему полка с двумя батареями, и получив приказание овладеть укрепленной позицией, стремительно наступая во главе своего полка, несмотря на стойкость и сильное упорство противника, а равно губительный огонь артиллерии, пулеметов и ружейный, достигший высшей степени напряжения, взял с боя указанную ему позицию и, укрепившись на таковой, заставил противника поспешно отступить. Продвигаясь, затем, вперед, подошел к новой, сильно укрепленной двумя рядами окопов позиции у д. Бартолды, считавшейся ключом центральной сильной позиции, взял ее с боя и первым вскочил на вал второй линии окопов, где в был сражен пулей в сердце. Воодушевленный героизмом своего командира полк отбил, затем, четыре последовательные атаки противника и, перейдя в наступление, выбил неприятеля штыками из его последней сильно укрепленной позиции и занял шоссе Прасныш — Цеханов, заставив противника перейти в без остановочное отступление на свои отдаленные позиции

## Награды
- Орден Святого Станислава 2-й степени (ВП 1901)
- Орден Святого Станислава 2-й степени (ВП 1912)
- Орден Святого Георгия 4-й степени (ВП 18.09.1915)